# ジョヴァンニ・バッティスタ・ペルゴレージ
ジョヴァンニ・バッティスタ・ペルゴレージ（Giovanni Battista Pergolesi, 1710年1月4日 - 1736年3月17日）は、イタリアのナポリ楽派オペラ作曲家。ペルゴレーシとも呼ばれる。モーツァルトやロッシーニらに継がれるオペラ・ブッファの基礎を築き、甘美な旋律にあふれたオペラを作曲した。短い生涯であったのにも拘らず、古典派音楽の様式を最も早く示した人物として音楽史に名を遺している。

## 生涯
マルケ州イェージ生まれ。幼い頃から音楽の才能を現し、ナポリ音楽院に入学する。1731年に卒業し、卒業作品として音楽劇『グリエルモ・ダキタニアの改心』を作曲。同年、初のオペラ『サルスティア』を初演するも不評に終わった。
1732年、オペラ・ブッファ『妹に恋した兄』を初演し最初の成功を収めた。1733年8月28日、サン・バルトロメオ劇場でオペラ『誇り高き囚人』を初演。失敗に終わったにもかかわらず、この作品の幕間劇として作曲された『奥様女中 La Serva Padrona』が歴史的な大成功を収め、オペラの歴史に大きな変革をもたらした。1734年にはナポリ楽長に就任。
1735年、オペラ『オリンピアーデ』をローマで初演するが失敗しナポリへ戻る。この頃から結核のため体調が悪化し、宗教音楽の作曲に取り組むようになり、1736年にはナポリ近郊ポッツオーリの聖フランチェスコ修道院に療養に移る。ナポリ在住貴族の集まり「悲しみの聖母騎士団Cavalieri della Virgine dei Dolori」から委嘱された『スターバト・マーテル Stabat Mater』（悲しみの聖母）を余力を振り絞って書き上げてまもなく、26歳で死去した。

## 作品

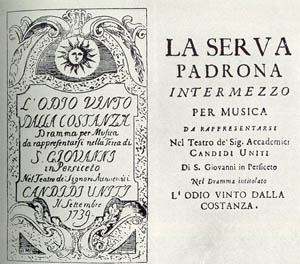
『奥様女中』

### 歌劇
- サルスティア Salustia 1732年（最初のオペラ・セリア）
- 妹に恋した兄 Lo frate 'nnamorato 1732年（喜劇 (commedia musicare)）
- 誇り高き囚人 Il prigioniero superbo 1733年（オペラ・セリア）
  - 奥様女中 La serva padrona 1733年（『誇り高き囚人』のインテルメッゾ）
- シリアのハドリアヌス Adriano in Siria 1734年（オペラ・セリア）
  - リヴィエッタとトラコッロ Livietta e Tracollo 1734年（『シリアのハドリアヌス』のインテルメッゾ）
- オリンピアーデ L'Olimpiade 1735年（オペラ・セリア）
- フラミニオ Il Flaminio 1735年（喜劇）

### 神聖劇
- グリエルモ・ダキタニアの回心 La conversione di San Guglielmo duca d'Aquitania 1731年（アキテーヌ公ギヨーム10世に関する神聖劇）

### カンタータ
- オルフェオ Nel chiuso centro

### 協奏曲
- ヴァイオリン協奏曲変ロ長調（没後出版）

### 宗教作品
- ミサ曲 ヘ長調 1732年
- グロリア・ミサ曲 ニ長調 1732年
- ミゼレーレ ハ短調 （偽作？）
- マニフィカト ハ長調（偽作）
- サルヴェ・レジナ ハ短調 1736年、没後出版
- スターバト・マーテル 1736年、没後出版

### 偽作・疑作
生前の成功は限られたものであったが、没後人気が上昇し、その結果として偽作が大量に出回ることにもなった。多数の作品が誤って彼の作曲とされ、その混乱は1939～42年の〈作品全集〉にまで及んでいる。『ニューグローヴ世界音楽大事典』第2版によると、全集に載せる148曲中、真正のペルゴレージの作品と確認されるのは30曲のみである。偽作・疑作の中でも特に有名な作品に、以下のものがある。
- インテルメッゾ『音楽の先生 (Il maestro di musica)』（ピエトロ・アウレッタの作品を主とするパスティッチョ）
- 歌曲『ニーナ』（ヴィンチェンツィオ・レグレンツィオ・チアンピ作か）
- 歌曲『もし貴方が私を愛してくれて』（アレッサンドロ・パリゾッティ作[2]）
- フルート協奏曲（第1番ト長調、第2番ニ長調）
- 合奏合奏曲『コンチェルト・アルモニコ』全6曲（ウニコ・ヴィルヘルム・ファン・ヴァッセナール作）
- その他、トリオ・ソナタやチェンバロ練習曲など

## 使用
20世紀前半にはイーゴリ・ストラヴィンスキーがペルゴレージの作品の中から数曲を選び、和音などに変更を加えてバレエ音楽「プルチネルラ」とした。形を変えながらもペルゴレージの作品が新古典主義の幕開けを告げたことは興味深い。